# 일나우에프레티콘
일나우에-프레티콘(독일어: Illnau-Effretikon)은 스위스 취리히주 페피콘구에 있는 자치체이다. 지자체는 일나우, 에프레티콘, 오티콘 및 비지콘의 마을을 포함한다. 2016년 1월 1일 키부르크와 일나우-에프레티콘이 합병하여 일나우-에프레티콘 시가 되었다.

## 역사
일나우-에프레티콘은 745년에 Illenavvia와 Erpfratinchova로 처음 언급되었다. 처음에 지자체의 이름은 그 도시가 지자체의 정치적, 경제적 중심지였기 때문에 일나우였다. 그러나 1855년 취리히에서 빈터투어까지 철도 연결이 건설되었을 때 훨씬 작은 에프레티콘만이 기차역을 수용할 수 있는 위치에 있었다. 그 후 철도로 인한 경제 붐으로 에프레티콘은 20세기 초에 일나우를 능가할 때까지 불균형적으로 성장했다. 1973년에 지자체의 이름이 마침내 일나우-에프레티콘으로 변경되었다. 2016년 1월 1일에 이전 지자체 키부르크의 일나우-에프레티콘과 일나우-에프레티콘의 지자체가 통합되었다.

## 지리
2016년 합병 전에 일나우-에프레티콘의 면적은 25.3k㎡였다. 이 면적 중 52.1%는 농업용으로 사용되며 29.4%는 산림이다. 나머지 토지 중 17.2%는 정착지(건물 또는 도로)이고 나머지(1.3%)는 불모지(강, 빙하 또는 산)이다. 1996년에는 주택과 건물이 전체 면적의 10.8%를 차지했으며 나머지는 교통 기반 시설(6.4%)을 차지했다. 전체 비생산 지역 중 물(하천과 호수)은 면적의 0.4%를 차지했다. 2007년 현재 전체 지자체 면적의 12.5%가 어떤 유형의 건설을 진행 중이다.
지자체는 중간 켐프트 계곡에 위치해 있다. 지자체는 일나우, 에프레티콘(리콘 포함), 오티콘 및 비지콘의 마을과 아가술, 비에텐홀츠의 작은 마을, 빌리콘의 일부, 피르스트, 호르벤, 켐레텐, 루크하우젠의 일부, 메지콘 및 오버켐프탈의 일부로 구성된다.

## 인구통계
일나우-에프레티콘의 인구(2020년 12월 31일 기준)는 17,352명이다. 2007년 기준으로 전체 인구의 20.9%가 외국인이다. 2008년 기준으로 인구의 성별 분포는 남성 49%, 여성 51%였다. 지난 10년 동안 인구는 6.4%의 비율로 증가했다. 대부분의 인구(2000년 기준)는 독일어(84.9%)를 사용하며, 이탈리아어가 두 번째로 많이 사용(4.3%)되고, 알바니아어가 세 번째(2.1%)로 사용된다.
2007년 선거에서 가장 인기 있는 정당은 38%의 득표율을 기록한 SVP였다. 다음으로 가장 인기 있는 두 정당은 SPS (17.7%)와 FDP (10.8%)였다.
인구의 연령 분포(2000년 기준)는 어린이와 청소년(0~19세)이 전체 인구의 20.1%, 성인(20~64세)이 66.7%, 노인(64세 이상)이 ) 13.2%를 차지한다. 전체 스위스 인구는 일반적으로 교육 수준이 높다. 일나우-에프레티콘에서는 인구의 약 75.6%(25-64세 사이)가 비필수 고등교육 또는 추가 고등교육(대학 또는 응용학문대학)을 완료했다. 일나우-에프레티콘에는 6,702세대가 있다.
일나우-에프레티콘의 실업률은 3.24%이다. 2005년 기준으로 1차 경제 부문에 293명이 고용되어 있으며, 이 부문에 약 73개 기업이 참여하고 있다. 1610명이 2차 부문에 고용되어 있고, 이 부문에 156개의 기업이 있다. 3148명이 3차 부문에 고용되어 있으며, 이 부문에는 488개의 기업이 있다. 2007년 현재 노동인구의 50%가 상근직이고, 50%가 시간제 근로자이다.
2008년 현재 일나우-에프레티콘에는 4085명의 가톨릭 신자와 6,167명의 개신교 신자가 있다. 2000년 인구 조사에서 종교는 몇 가지 더 작은 범주로 분류되었다. 인구 조사에서 48.4%는 일종의 개신교였으며, 45.1%는 스위스 개혁 교회 에, 3.3%는 다른 개신교 교회에 속했다. 인구의 28.4%가 가톨릭 신자였다. 나머지 인구 중 5.8%는 이슬람교도, 8.4%는 다른 종교(목록에 없음), 2.8%는 무종교, 11.2%는 무신론자 또는 불가지론자였다.
역사적 인구는 다음 표에 나와 있다.
| 년도 | 인구   |
| ---- | ------ |
| 1634 | 878    |
| 1799 | 2,525  |
| 1850 | 2,845  |
| 1900 | 2,767  |
| 1950 | 4,357  |
| 1970 | 13,693 |
| 1990 | 14,566 |
| 2000 | 14,491 |

## 교통
일나우-에프레티콘의 지자체에는 두 개의 기차역이 있다. 에프레티콘역은 취리히와 빈터투어 간선에 있으며, 취리히 S-반 노선 S2, S3, S7, S8, S19 및 S24가 운행된다. 일나우역은 에프레티콘에서 힌빌까지 가는 노선에 있으며, S3와 S19가 운행된다.